# La Petite Chartreuse (film)
Pour les articles homonymes, voir La Petite Chartreuse.
Pour plus de détails, voir Fiche technique et Distribution.
La Petite Chartreuse est un film français du réalisateur français Jean-Pierre Denis, sorti en 2005, adapté du roman homonyme de Pierre Péju.

## Synopsis

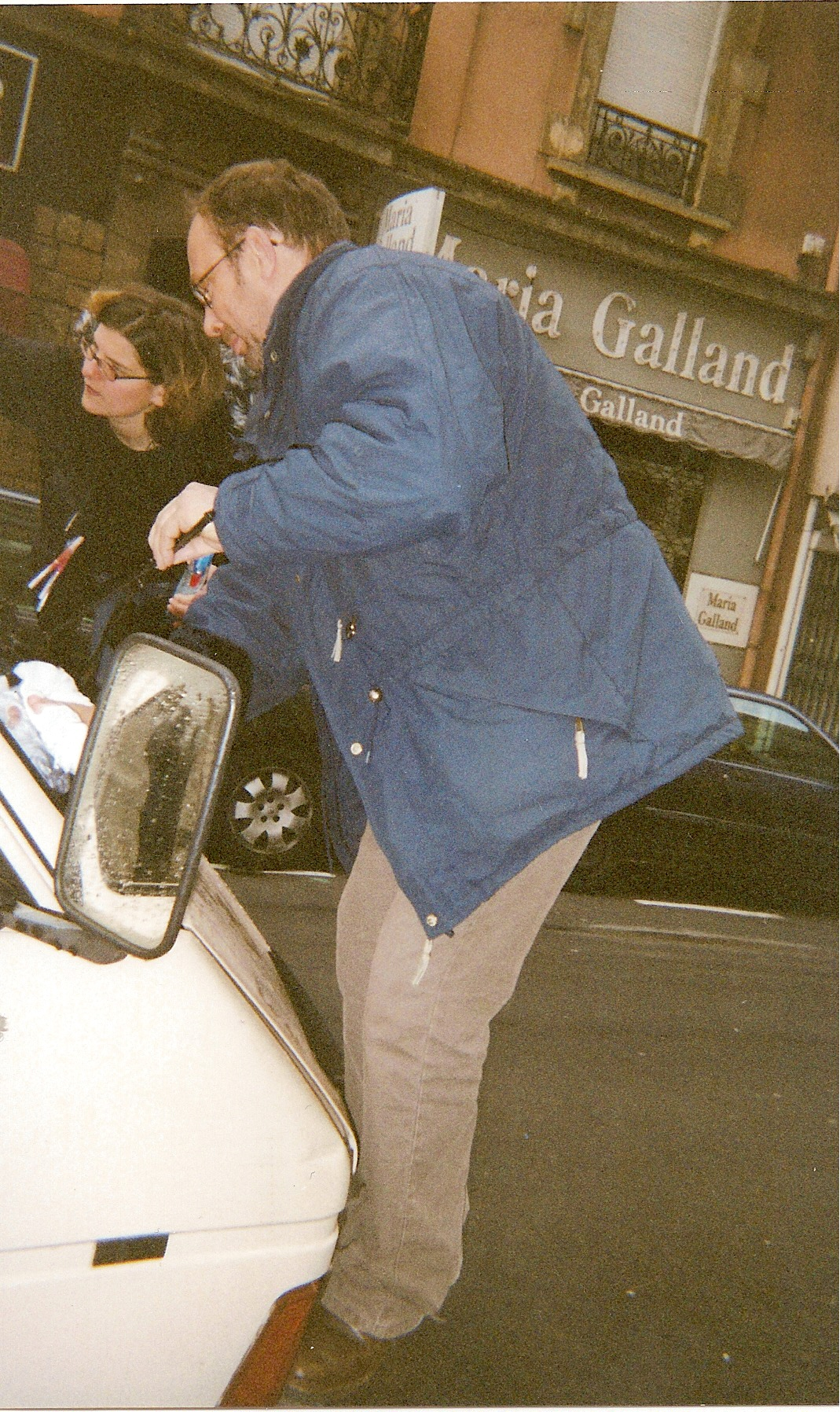
Olivier Gourmet aidant la scripte à nettoyer le camion de Vollard

Thérèse Blanchot s'installe à Grenoble avec sa fille, Eva, qu'elle élève seule. Elle cherche un travail et un sens à sa vie, perdue au point de délaisser un peu trop sa fille. Un jour où Thérèse est une nouvelle fois en retard pour la sortie de l'école, sa petite fille, désespérée, décide de s'en aller seule, courant dans cette ville inconnue sans savoir où aller. C'est alors qu'Étienne Vollard, un libraire bouquiniste hypermnésique, solitaire, perturbé et ex-alcoolique, renverse la petite fille par accident.
Durant la période de coma, Vollard lui-même endosse le rôle (plus ou moins forcé) de père adoptif en lui racontant les histoires que sa mémoire exceptionnelle restitue à la perfection, compensant l'absence et l'impuissance de Thérèse face à sa fille. Eva finit par se réveiller mais semble irréversiblement condamnée au mutisme, séquelle apparente de ses traumatismes. Acceptée dans un centre de rééducation situé dans la Chartreuse, Eva réapprend à marcher mais reste prisonnière de son impossibilité à communiquer, devenant involontairement une petite chartreuse, à l'image de ces moines qui ont fait le vœu (conscient pour eux) de se taire.
Thérèse trouve ensuite un travail à Lyon et n'ose avouer (ni s'avouer à elle-même) qu'elle se sent encore plus incapable d'assumer sa maternité depuis le handicap de sa fille. Elle va ainsi retrouver Étienne Vollard dans sa librairie "Le Verbe Être" pour lui demander de rendre visite à Eva pendant ses absences prolongées. Vollard finit par accepter, en partie à contrecœur, et se lance petit à petit dans une tentative désespérée de refaire surgir la petite Eva du monde du silence…

## Fiche technique
- Titre original : La Petite Chartreuse
- Titre anglais international : The Girl from the Chartreuse
- Réalisation : Jean-Pierre Denis
- Scénario : Jean-Pierre Denis et Yvon Rouvé, d'après le roman homonyme de Pierre Péju
- Musique : Michel Portal
- Photographie : Benoît Dervaux
- Montage : Marie-Hélène Dozo
- Décors : Bruno Margery
- Costumes : Nathalie LeCoultre
- Son : Ludovic Hénault
- Réglage de la scène d'accident : Rémy Julienne

- Production: Catherine Dussart

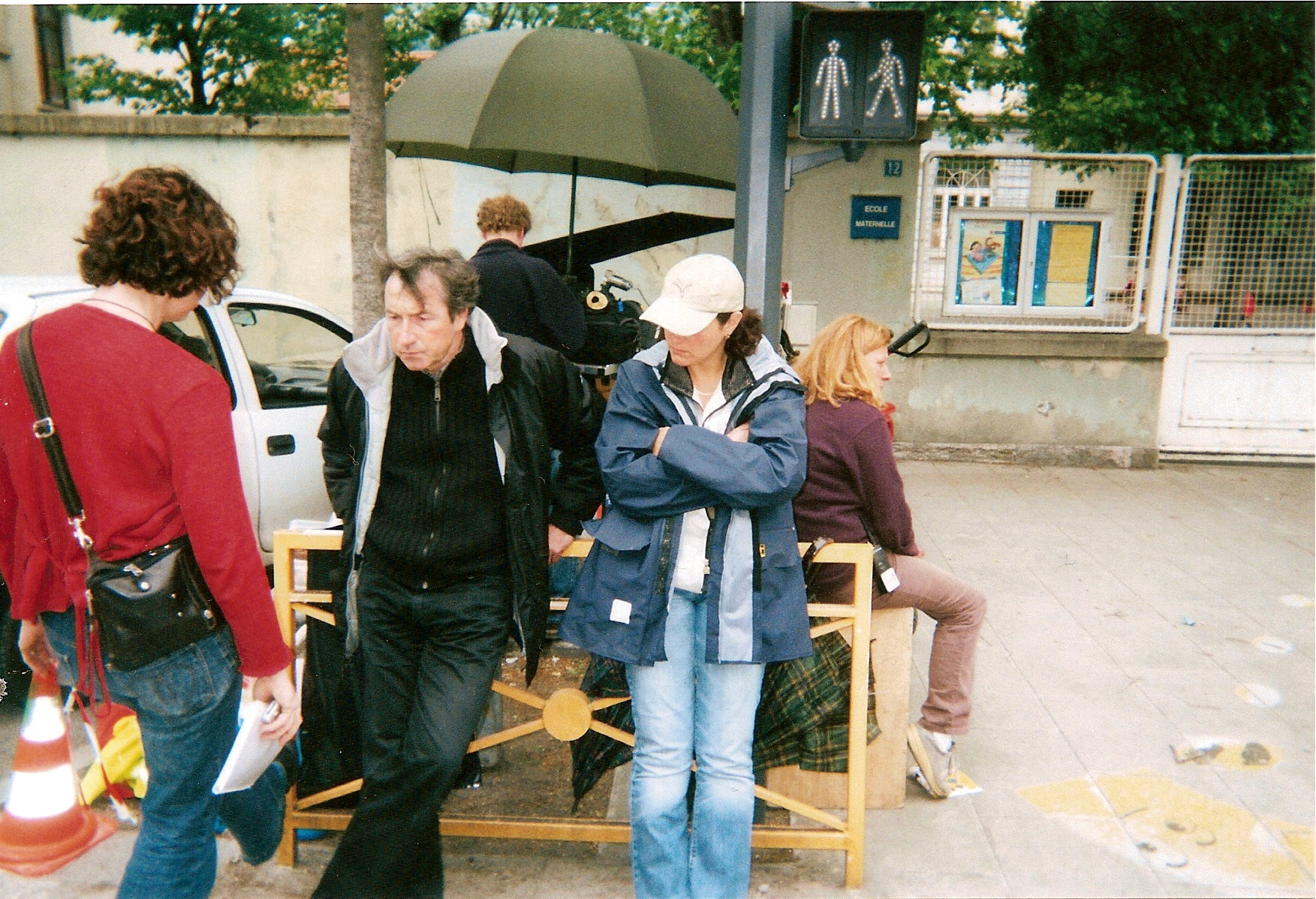
Jean-Pierre Denis en pleine réflexion pendant la préparation technique d'une séquence devant l'école (Grenoble)

- Sociétés de production : CDP, en coproduction avec Rhône-Alpes Cinéma et France 2 Cinéma
- Sociétés de distribution : Pyramide Distribution (France ; en salles), M6 Vidéo (France ; DVD/VHS)
- Pays d'origine :  France
- Langue originale : français
- Format : couleur - 1.85:1 - 16 mm (tournage) / Super 16 (projection) - caméra Iris Camera - Dolby
- Laboratoire : Eclair
- Genre : drame
- Durée : 90 minutes
- Dates de sortie :
  - France : 23 février 2005
  - Belgique : 11 mai 2005
- Sortie en DVD : 21 septembre 2005 (zone 2)

## Distribution
- Olivier Gourmet : Étienne Vollard

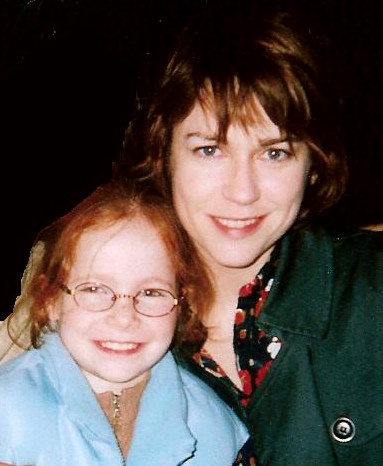
Bertille Noël-Bruneau et Marie-Josée Croze pendant la pause repas d'une journée de tournage

- Marie-Josée Croze : Thérèse Blanchot
- Bertille Noël-Bruneau : Eva Blanchot
- Marysa Borini (alias Marisa Borini) : Anna
- Yves Jacques : Baldi
- Elizabeth Macocco : la consœur brocanteuse
- Claude Koener : le médecin de l'institution
- Marie-Claude Vermorel : Mireille
- Jean-Michel Noirey : l'enquêteur
- Lison Riess : l'infirmière de l'hôpital
- Francine Lorin-Blazquez : l'infirmière de l'institution
- Philippe Saïd : le réceptionniste
- Francis Frappat : le serveur de la discothèque
- Rémi Thiberge : le guide de montagne
- Thibault Roux : le jeune policier
- Christian Taponard : le premier client de la librairie (« Du Bellay »)
- Claude Tissot : le deuxième client de la librairie (« Monsieur Paul »)
- Fabrice Pierre : l'homme du saut à l'élastique
- Alain Blazquez : le patron du bowling
- Catherine Robert : la cliente de la discothèque
- Caroline Truong : la patineuse

## Production

### Tournage

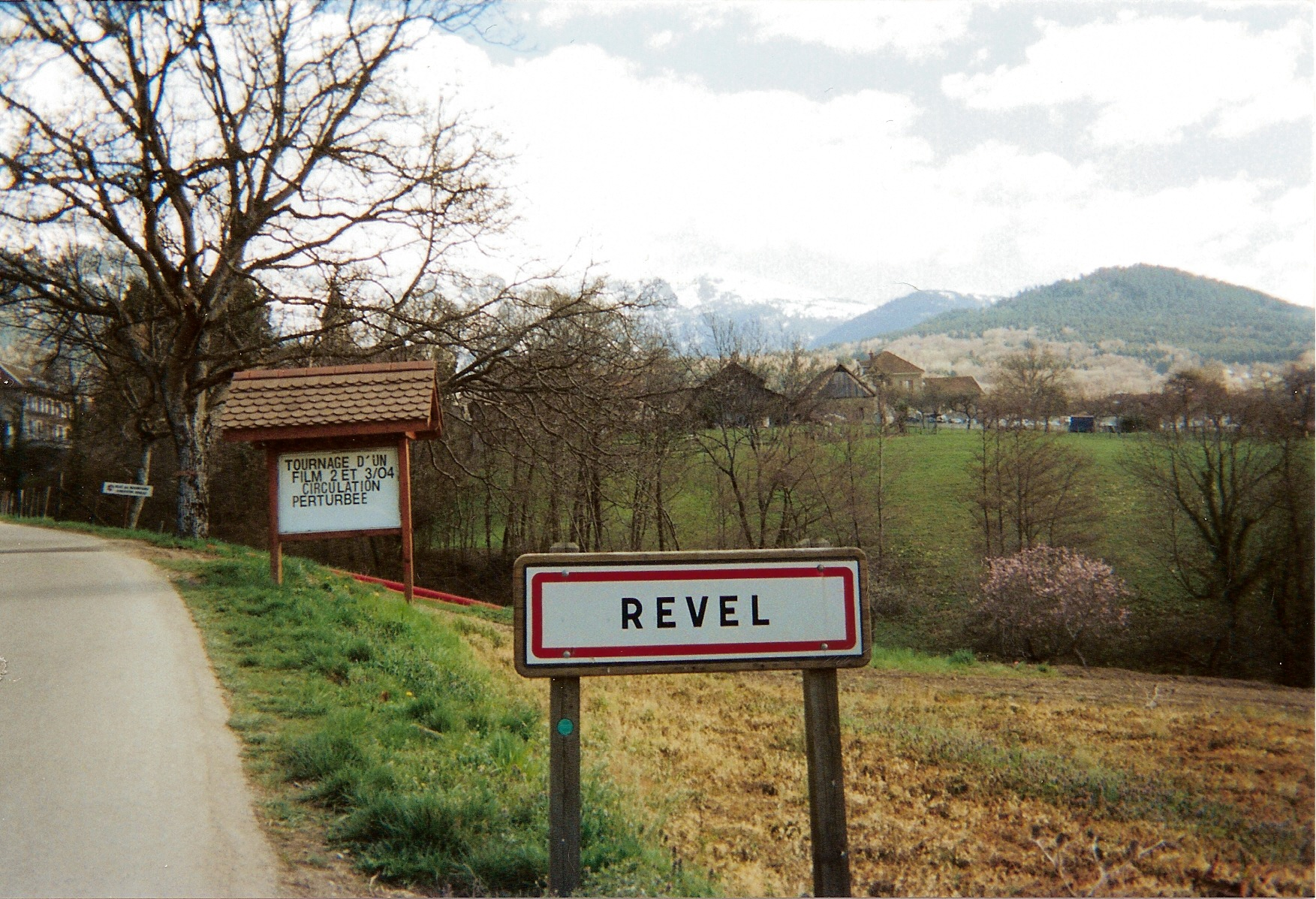
La ville de Revel annonçant le tournage de La Petite Chartreuse

Le tournage a eu lieu du 15 mars au 30 avril 2004. Le film a été intégralement tourné en Isère, y compris la scène du bar qui est censée se situer à Lyon :
- Grenoble : accident, librairie, école, magasin, divers extérieurs…
- Saint-Hilaire-du-Touvet : centre de rééducation, extérieurs
- Chamrousse : toutes les scènes se déroulant dans la neige
- Le Sappey-en-Chartreuse : quelques extérieurs
- Échirolles : intérieurs de l'appartement de Pascale, de l'hôpital et du bowling
- La Tronche : extérieurs de l'hôpital
- Revel : scène du mariage
- Ponsonnas : saut à l'élastique (pont de Ponsonnas)

### Musique
La musique originale du film de Jean-Pierre Denis a été composée par Michel Portal, qui dit avoir voulu « exprimer une blessure plutôt qu'un drame ». La musique est interprétée par seulement quatre instruments: clarinette (jouée par Michel Portal lui-même), trompette (jouée par Médéric Collignon), saxophone baryton (joué par François Corneloup) et claviers (joués par Olivier Portal).
La bande originale est sortie dans le commerce en France le 28 février 2005 et comprend les titres suivants :
1. Là-haut (générique début)
2. Le Pays des oiseaux
3. Le Grand Blanc
4. John et Michel
5. Assez d'amour
6. Croisements
7. Le Souffle
8. Erwan
9. Le Pays des oiseaux (partie 2)
10. Chartreux
11. Comptine
12. Errance
13. Cimes
14. L'Envol
15. La Petite Chartreuse

## Comparaison entre le livre et le film

### Personnages
- La mère d'Eva s'appelle Thérèse dans le livre et Pascale dans le film. Le nom de famille, par contre, reste le même.
- La collaboratrice de Vollard s'appelle Madame Pélagie dans le livre et Anna dans le film.
- Eva est brune aux yeux noirs dans le livre et rousse aux yeux clairs dans le film.
- Le personnage de Baldi n'existe que dans le film. Il a été créé par les scénaristes mais Pierre Péju s'est dit satisfait de la création de ce personnage secondaire.
- Une grande partie des personnages secondaires du film ont été spécialement inventés pour les besoins de l'adaptation: la consœur brocanteuse, Mireille, l'enquêteur… Un des principaux personnages secondaires du livre qui n'a pas été retenu dans le film est Boncassa, le client régulier et pédant de la librairie.

### Scènes
- Contrairement au livre, le film est strictement linéaire d'un point de vue chronologique.
- La fin est très différente dans les deux versions. Dans le livre, Étienne voit sa librairie victime d'un incendie avant d'aller retrouver Thérèse pour lui annoncer que sa fille est au plus mal. Thérèse finit par aller au chevet de sa fille, laquelle meurt peu après. Étienne, quant à lui, essaie d'oublier mais finit par se suicider du pont d'où il avait sauté à l'élastique. Dans le film, la conclusion est beaucoup moins tragique puisque la librairie ne part pas en flammes et seul Étienne meurt à la fin (de manière plutôt implicite) après avoir emmené Eva dans la neige, dans une tentative apparemment folle de provoquer une réaction de sa part et lui donner un nouveau souffle. Non seulement Eva survit mais on la voit également souriante à la sortie de l'école qu'elle fréquente à nouveau.
- Le passé de Vollard est raconté par un narrateur anonyme au fil de la seconde partie du livre alors que le film se contente de l'évoquer à travers le personnage de Baldi en lui inventant un passé différent, celui d'un ex-alcoolique au mariage raté. À noter qu'il n'y a pas de narrateur dans l'adaptation cinématographique.
- La mère d'Eva travaille dans un magasin dédié au mariage (Nuptialand) dans le livre alors qu'elle enchaîne deux jobs dans le film: animatrice de karaoké dans un bowling puis serveuse dans un bar lyonnais.
- L'étrange scène de fusion entre Vollard et Thérèse/Pascale est assez identique dans les deux versions, se produisant aussi à proximité d'une voie rapide. Seule grande différence: Vollard l'emmène de force dans son véhicule dans le film et ils s'arrêtent en chemin alors que dans le livre, la scène se déroule à proximité du centre commercial où travaille Thérèse. Le passage précédant celui-ci dans le livre, lorsque Vollard erre dans le centre commercial, est évidemment absente du film.
- Vollard et Eva croisent brièvement des moines Chartreux dans le livre. Une séquence a bien été tournée pour le film mais elle n'a pas été retenue dans le montage final.